# Bruheze
Bruheze is een voormalige buurtschap in de Nederlandse gemeente Helmond.

## Oorsprong
Het van oorsprong middeleeuwse gehucht Bruheze moet gezocht worden aan de Bruhezerweg, en bestond uit slechts enkele boerderijen. Het dorp Brouwhuis, dat groeide rond de kerk die in 1929 enkele honderden meters ten westen van het gehucht werd gebouwd, werd naar het gehucht genoemd. Op de locatie van het oude gehucht vinden we nu nog twee langgevelboerderijen, die op korte termijn gesloopt zullen worden. Daarmee komt de facto een einde aan de oude agrarische buurtschap Brouwhuis.
Bruheze hoorde kerkelijk tot 1929 onder Bakel en burgerlijk tot 1968 onder Bakel en Milheeze. Tegenwoordig ligt de buurtschap verscholen tussen nieuwbouw in de Helmondse woonwijk Brouwhuis. Sinds 1960 is Bruheze ook een voetbalclub in Brouwhuis.

## Huis of Kasteel Bruheze
Een der oudste en in deze streken meest verbreide vormen van grondexploitatie is de hof, in het Latijn meestal villa genoemd. Zo bezat de Heer van Breda in 1213 in west-Noord-Brabant reeds twaalf hoven. De stad Breda zelf moet uit een hof zijn voortgekomen.
1) Binnen een hof, in deze betekenis ook wel domein genoemd, bestaat de hof in engere zin. Men noemt deze mansus indominicatus, sala of curtis. Hier stond n.l. het huis van de eigenaar, later veelal bewoond door diens meier. Verder afgelegen boerderijen binnen het domein waren uitgegeven aan lieden, die in een verhouding van persoonlijke afhankelijkheid tot de Heer stonden. Voorts lagen in het domein nog gronden voor gemeenschappelijk gebruik. Een voorbeeld van een hof in engere zin, die wat haar hoofdgebouw betreft tot in de negentiende eeuw heeft bestaan, is de Hof van Loveren te BaarIe.
2) Deze hoeve lag op het gehucht Loveren aan de westzijde van het dubbeldorp Baarle, op het punt waar de Heirstraat op de Ulicotenseweg uitkomt, en was eigendom van Abdis en Kapittel der welbekende Abdij Thorn. Het is niet onwaarschijnlijk, dat deze Hof reeds vóór de 14e eeuw het centrum is geweest der allodiale grondheerlijkheid van die Abdij te Baarle
3). In de archieven duikt deze hof voor het eerst op in 1333
4); Nadat op het einde der 15e eeuw de Van Bruheze's dit goed in gebruik kregen, heet het ook wel het Huis of Kasteel Bruheze. Het schijnen n.l. de Van Bruheze's te zijn, die hier een kasteel gesticht hebben. In de tachtigjarige oorlog moet dit in verval zijn geraakt. Het hoofdgebouw is in de tweede helft der 19e eeuw, volgens Juten vóór 1872, afgebroken.